# Brooke Williams
Pour les articles homonymes, voir Williams.
Brooke Williams est une actrice néo-zélandaise née le 3 janvier 1984 à Christchurch.

## Biographie
Brooke Williams est surtout connue pour avoir joué le rôle de Lana Jacobs dans la série Shortland Street,.

## Filmographie
- 2005 : Meet Me in Miami : la serveuse
- 2007 : Kissy Kissy : Erin
- 2009 : Go Girls (série télévisée) : Wanda (3 épisodes)
- 2009-2010 : Legend of the Seeker : L'Épée de vérité (série télévisée) : Jennsen (3 épisodes)
- 2010 : This Is Not My Life (série télévisée) : Crystal
- 2010 : Predicament : Margot Bramwell
- 2010 : Outrageous Fortune (série télévisée) : Elena (4 épisodes)
- 2011 : Ice (mini-série) : Milly (2 épisodes)
- 2011 : Spartacus : Les Dieux de l'arène (mini-série) : Aurelia
- 2010-2012 : Spartacus (série télévisée) : Aurelia (6 épisodes)
- 2011-2012 : The Almighty Johnsons (série télévisée) : Eva (8 épisodes)
- 2012-2013 : Shortland Street (série télévisée) : Lana Jacobs (204 épisodes)
- 2014 : Anzac Girls (mini-série) : sœur Edith 'Poppy' Popplewell (2 épisodes)
- 2015 : Slow West : Maria
- 2015 : True Crime: Venus and Mars (téléfilm) : Caroline Blake
- 2017 : A Woman's Right to Shoes (court métrage) : Alice
- 2016-2017 : Les Chroniques de Shannara (série télévisée) : Catania (11 épisodes)
- 2016-2018 : 12 Monkeys (série télévisée) : Hannah Jones (18 épisodes)
- 2018 : June (court métrage) : Jamie
- 2019 : Marvel : Les Agents du SHIELD